# Marine Drive
Marine Drive es el nombre popular del paseo marítimo de 3 kilómetros de longitud a lo largo de la Netaji Subhash Chandra Bose Road de Bombay (India). Es una calle de hormigón de seis carriles (tres en cada sentido) con forma de media luna que recorre la costa de una bahía natural. En el extremo norte de Marine Drive está la playa Girgaon Chowpatty y la calle conecta Nariman Point en su extremo sur con Babulnath y Malabar Hill en su extremo norte. Marine Drive está situado en tierras ganadas al mar orientadas hacia el oeste y el suroeste. Marine Drive también es conocido como el «collar de la reina» (en inglés: Queen's Necklace) porque, visto por la noche desde cualquier punto elevado, sus farolas recuerdan a la cadena de perlas de un collar.

## Descripción

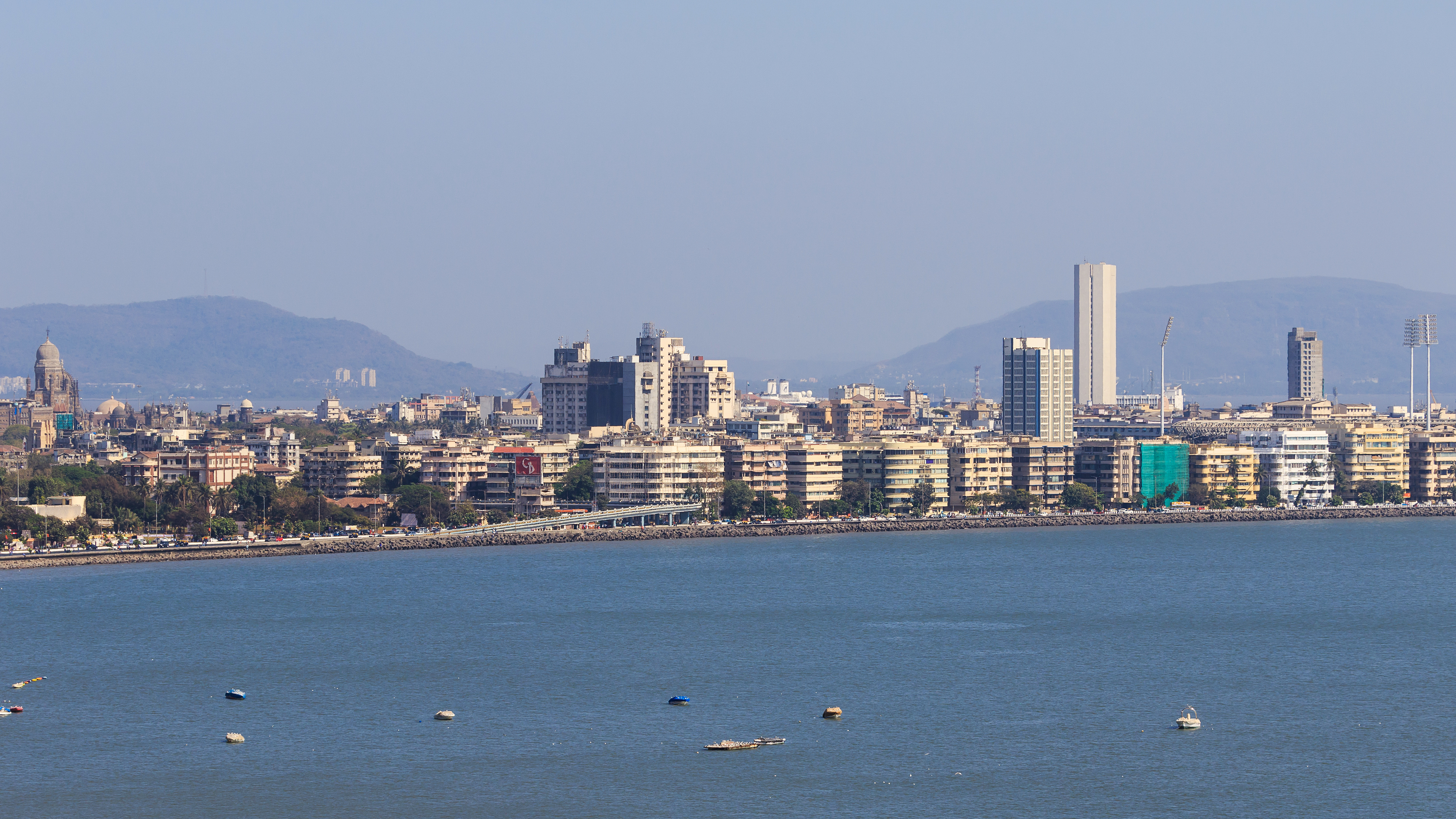
Marine Drive desde Malabar Hill.

El nombre oficial de esta calle, aunque se usa con poca frecuencia, es Netaji Subhash Chandra Bose Road. El paseo marítimo está bordeado por palmeras. En el extremo norte de Marine Drive está Girgaon Chowpatty, una popular playa célebre por su bhelpuri, una comida callejera local. También hay muchos restaurantes a lo largo de este tramo de la calle. Más adelante, siguiendo la costa, se encuentra Walkeshwar, un barrio acaudalado de la ciudad, en el que se encuentra la residencia oficial del gobernador de Maharashtra.
La mayor parte de los edificios erigidos en esta calle por parsis acaudalados fueron construidos en estilo art déco, que era popular en las décadas de 1920 y 1930. Entre los primeros edificios art déco de Marine Drive están el Kapur Mahal, el Zaver Mahal y el Keval Mahal, que forman parte del «conjunto neogótico victoriano y art déco de Bombay», declarado Patrimonio de la Humanidad por la Unesco. Estos edificios fueron construidos entre 1937 y 1939 con un coste total de un millón de rupias.
Los precios inmobiliarios de Marine Drive son altos. Hay muchos hoteles a lo largo de esta calle, los más importantes de los cuales son el Oberoi (antiguo Oberoi Hilton Tower), el InterContinental, el Hotel Marine Plaza y el Sea Green Hotel, junto con varios hoteles más pequeños. Marine Drive es la vía principal de conexión entre el distrito financiero de Nariman Point y el resto de la ciudad.
En Marine Drive hay muchos clubes deportivos y algunos estadios de cricket, incluidos clubes exclusivos para miembros como el Cricket Club of India, situado junto al Estadio Brabourne, y la Garware Club House, al lado del famoso Estadio Wankhede, así como la Mumbai Police Gymkhana, la Hindu Gymkhana, la Parsi Gymkhana y la Islam Gymkhana, entre otros.
Una célebre actriz y cantante de la década de 1950, Suraiya, vivió en el apartamento de la planta baja de un edificio de esta calle conocido como Krishna Mahal (como inquilina de la familia Shah) desde la década de 1940 hasta su muerte el 31 de enero de 2004. La vivienda fue alquilada inicialmente por su madre, Mumtaz Begum. Muchas otras estrellas de cine, como Nargis Dutt y Raj Kapoor, vivieron cerca durante las décadas de 1940 y 1950.
En 2012, la Corporación Municipal del Gran Bombay anunció que toda la calle sería repavimentada, setenta y dos años después de que fuera trazada originalmente. También se instalaron varios bolardos dado que no había nada para prevenir accidentes o atentados. Unos años antes, las aceras fueron renovadas.

## Lugares de interés
Lugares situados cerca de Marine Drive:
- La sede de la Junta de Control del Cricket en la India y la Premier League de la India, situadas dentro de las instalaciones del Estadio Wankhede.
- La sede de la Asociación de Cricket de Bombay, el organismo rector del cricket en el distrito de Bombay.

## Acontecimientos

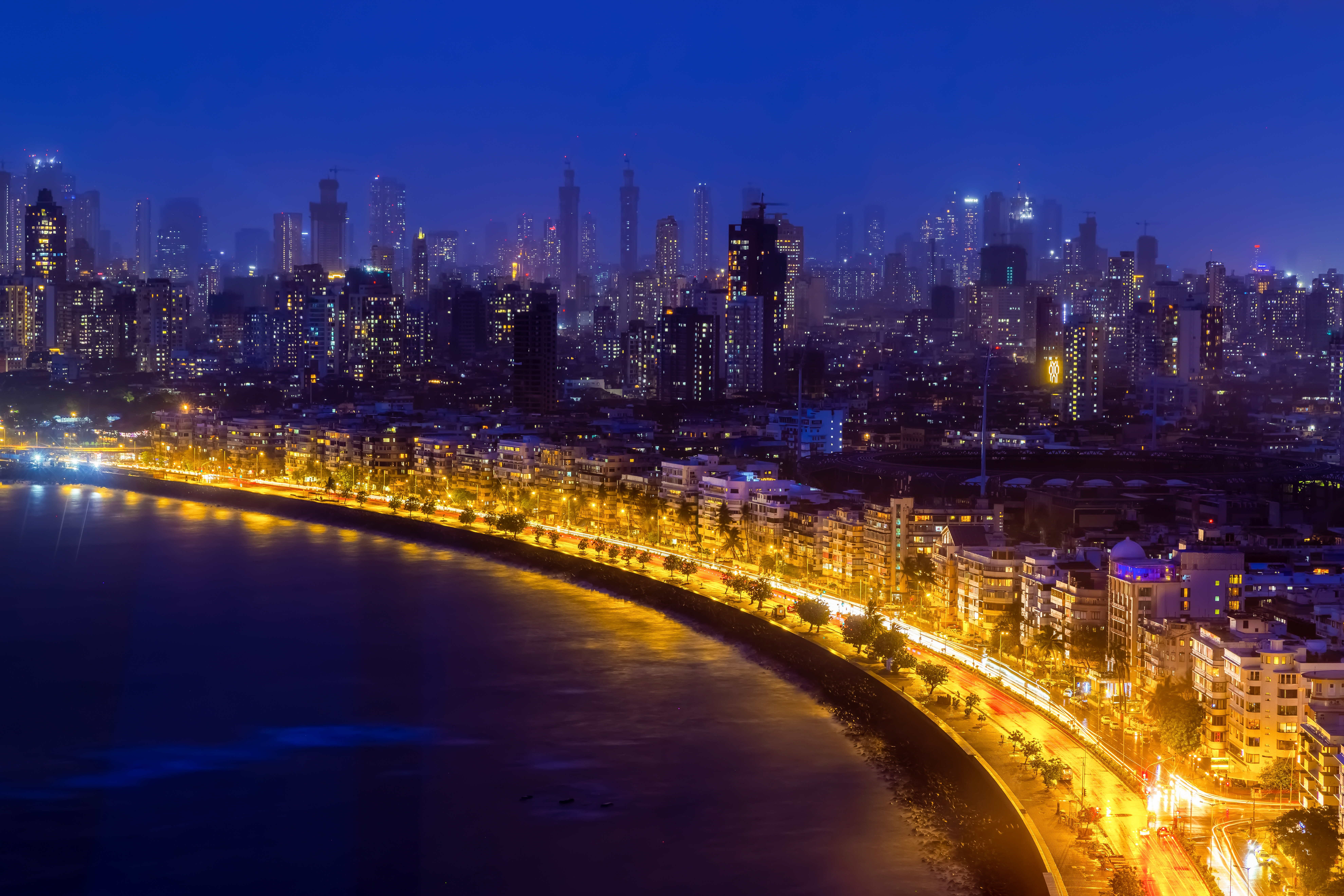
Marine Drive al anochecer.

Incidentes y eventos que se han producido en este lugar:
- La exhibición de vuelo de la Fuerza Aérea India el 17 de octubre de 2004 y del 12 al 14 de enero de 2024.
- La Maratón de Bombay, una maratón internacional que se celebra todos los años desde 2004.
- La revista naval internacional del 19 de febrero de 2001, en la que participaron las principales armadas del mundo.
- El Festival de Francia de 1988.
- En los atentados terroristas de 1993, 2003 y 2008, los terroristas atacaron objetivos cerca de esta calle y en otras partes de la ciudad. Uno de ellos, Ajmal Kasab, estrelló un automóvil robado después de conducirlo sobre una mediana de Marine Drive y fue arrestado.[5] Dos terroristas compañeros de Kasab (identificados como Fahadullah y Abdul Rehman, alias AR Chota) atacaron los hoteles Trident y Oberoi y asesinaron a treinta personas en tres días con rifles de asalto, pistolas y explosivos, antes de ser abatidos por comandos de la Guardia Nacional de Seguridad.